# Джесика Джеймс
Джесика Джеймс (на английски: Jessica Jaymes) е американска порнографска актриса.

## Ранен живот
Родена е на 8 март 1979 г. в град Анкъридж, щата Аляска, САЩ и е от смесен етнически произход, като майка ѝ е от чехословашки и френски произход, а баща ѝ е от индианското племе семиноли.
В ранните си години се занимава с изкуство, като показва забележителни способности на класическо пиано и безупречни умения за писане и има силно желание да стане учителка. Забременява на 13-годишна възраст. Завършва средното си образование на 18 години и след това работи няколко години като учителка, преподавайки на ученици в 4, 5 и 6 клас, но не остава доволна от заплащането и започва втора работа – като стриптизьорка в нощни клубове.

## Кариера
През април 2001 г. се появява като водеща в шоуто „Totally Busted“ на телевизия „Плейбой“.
Кариерата си в индустрията за възрастни започва през лятото на 2002 г. Псевдонимът и е комбинация от истинското ѝ първо име – Джесика, и от първото име на бившия ѝ приятел – Джеймс. През първата си година в порното снима сцени само с жени.
През 2004 г. участва в телевизионно шоу и състезание, озаглавено „Можеш ли да си порнозвезда?“, като печели и получава голямата награда от 100 хил. долара. Същата година тя печели и титлата на „Хъслър“ за момиче на годината. След това е поканена от Лари Флинт да представлява компанията му „Хъслър“, като става първата звезда на договор с тази компания.
През август 2008 г. печели титлата на списание „Пентхаус“ за любимка на месеца.
Участва с малки роли в два епизода на американския сериал „Трева“.

## Награди и номинации
Носителка на награди
- 2004: Delta di Venere награда за най-добра американска звезда.[11]
- 2018: AVN зала на славата.[12]

Номинации
- 2005: Номинация за AVN награда за най-добро закачливо изпълнение – „Централните плакати на Хъслър“.[13]
- 2010: Номинация за F.A.M.E. награда за любими гърди.[14]

Други признания и отличия
- 2004: „Хъслър“ момиче на годината.[8]
- 2007: „Twistys“ момиче на месеца – януари.[15]
- 2008: Пентхаус любимка за месец август.[9]
- 2011: 9-о място в конкурса „Мис FreeOnes“.[16]
- 2011: 10-о място в класацията на списание „Комплекс“ – „15-те най-горещи порнозвезди над 30“, публикувана през месец март 2011 г.[17]
- 2013: 8-о място в конкурса „Мис FreeOnes“.[18]